# كلية الطب البيطري (جامعة القاهرة)
أنشئت كلية الطب البيطري بجامعة القاهرة سنة 1827 في مدينة رشيد وفي سنة 1831 انتقلت المدرس إلى أبى زعبل وأقيم بجوارها مستشفى بيطرى يتسع لعدد 110 حصان وأنشئ بها صيدلية وصالة للتشريح وكذا أقسام لاعاشة الطلبة وأعضاء هيئة التدريس سنة 1836 جعلت الدراسة بالمدرسة خمس سنوات قد تمتد إلى ست سنوات وأنتقلت مع مدرسة الطب الإنسانى إلى القصر العينى أغلقت المدرسة في عهد عباس الأول ثم اعيدت لفترة قصيرة في عهد إسماعيل كمدرسة ملحقة بمدرسة السوارى ولكنها ما لبثت ان اغلقت عام 1881 بسبب الازمة المالية صدر قرار سنة 1901 بإنشاء مدرسة بيطرية بالقاهرة تابعة لمصلحة الصحة التابعة لنظارة الداخلية وكانت مدة الدراسة بها ثلاث سنوات زيدت إلى اربع سنوات عام 1905 في عام 1914 الحقت المدرسة بنظارة الزراعة في عام 1923 ضمت إلى وزارة المعارف.